# خلية دم محيطي وحيدة النواة
خلية دم محيطي وحيدة النواة واختصارا (PBMC) هي أي خلية دم محيطية تملك نواة مستديرة. تتكون هذه الخلايا من اللمفاويات (الخلايا التائية، الخلايا البائية، والخلايا الفاتكة الطبيعية) والخلايا الوحيدة، في حين لا تملك خلايا الدم الحمراء والصفائح الدموية أنوية، أما الخلايا المحببة (المتعادلة، الأسِسة واليوزينية) فتملك أنوية متعددة الفصوص. لدى البشر، تشكل الخلايا اللمفاوية أغلب خلايا الدم المحيطي وحيدة النواة، ثم تتلوها الخلايا الوحيدة ونسبة صغيرة من الخلايا المتغصنة.
يمكن استخلاص هذه الخلايا من الدم باستخدام فيكول -وهو عديد سكريد محب للماء يقوم بفصل طبقات الدم- وطرد مركزي تبايني، الذي يفصل الدم إلى طبقة بلازما بالأعلى تتبعها طبقة من خلايا الـPBMC وفي الأسفل طبقة من الخلايا مفصفصة النواة (مثل المتعادلة واليوزينية) وخلايا الدم الحمراء. يمكن استخلاص الخلايا مفصفصة النواة أكثر عبر تحليل خلايا الدم الحمراء. تتواجد الخلايا الأسِسة أحيانا في كلا الطبقتين السفلية وطبقة الـPBMC.

## أهمية سريرية
تشير دراسات حديثة أن خلايا الدم المحيطي وحيدة النواة يمكن أن تكون عرضة وحساسة للعدوى الممرضة، مثل العدوى بواسطة الميورة الصغيرة، والمفطورات مثل اليوريابلازما والمايكوبلازما، وداء المتدثرات. يمكن أن تكون خلايا الدم المحيطي وحيدة النواة عرضة العدوى الفيروسية. تم اكتشاف آثار فيروس جي سي وفيروس خلية مركل التورامي في خلايا الدم المحيطي وحيدة النواة من إناث متأثرات بالإجهاض التلقائي وكذلك النساء الحوامل.